# Берегова лінія Африки
Африка — материк, береги якого омивають води — Атлантичного, та Індійського океанів. Довжина берегової лінії материка дорівнює 30 500 км. Узбережжя материка порізано слабо. Берегова лінія Африки формувалась через тектонічні рухи літосферних плит, зміни рівня Світового океану, дії припливів та відпливів, абразійних процесів.

## Острови

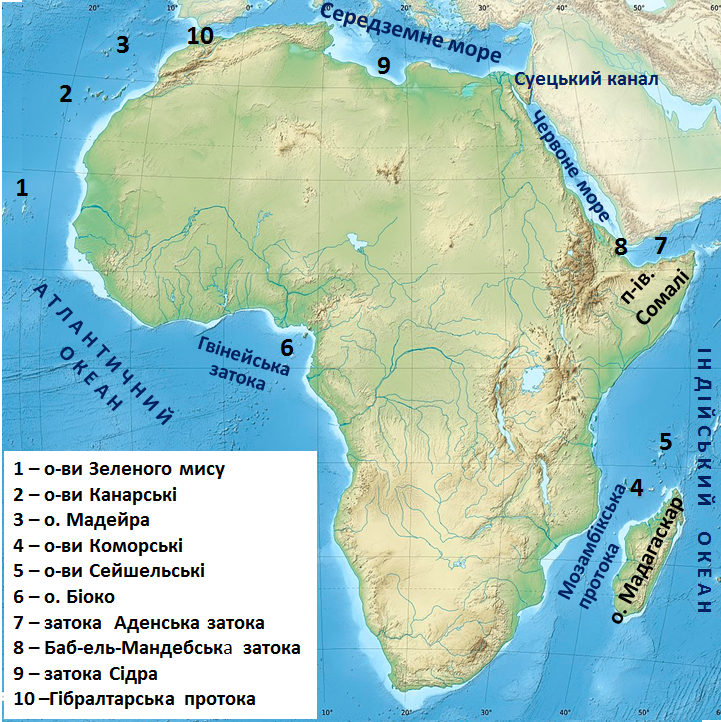
Берегова лінія Африки

У берегів Африки розташовано не велика кількість островів. За походженням біля материка більше материкових островів, але зустрічаються вулканічні та коралові.
| Місце | Острів        | Площа(км²) | Океан       |
| ----- | ------------- | ---------- | ----------- |
| 1     | Мадагаскар    | 587 000    | Індійський  |
| 2     | Канарські     | 7493       | Атлантичний |
| 3     | Зеленого мису | 4033       | Атлантичний |
| 4     | Коморські     | 2238       | Індійський  |
| 5     | Біоко         | 2017       | Атлантичний |
| 6     | Сейшельські   | 243,7      | Індійський  |

## Півострови
На материку Африка розташовано тільки один великий півострів — Сомалі.

## Моря
Берега Африки омиває внутрішні моря: на півночі — Середземне (басейн Атлантичного океану), на північному сході — Червоне (басейну Індійського океану).

## Затоки
| № | Назва      | Площа, км² | Найбільша глибина | Басейн океану |
| - | ---------- | ---------- | ----------------- | ------------- |
| 1 | Гвінейська | 1 533 000  | 6363              | Атлантичний   |
| 2 | Аденська   | 259 000    | 4525              | Індійський    |
| 3 | Сідра      | 57 000     | 1374              | Атлантичний   |

## Протоки
| № | Назва              | Характеристика                                                               | Державний кордон, який проходить по протоці            |
| - | ------------------ | ---------------------------------------------------------------------------- | ------------------------------------------------------ |
| 1 | Мозамбіцька        | Між Африкою та островом Мадаґаскар                                           | Між Мозамбік та Мадагаскар                             |
| 2 | Баб-ель-Мандебська | Відокремлює Африку та Азію, з'єднує Червоне море з Аравійським морем         | Між Еритрією і Джибуті (Африка) та Ємен (Євразія)      |
| 3 | Гібралтарська      | Відокремлює Європу від Африки та з'єднує Атлантичний океан і Середземне море | Між Іспанією, Великою Британією (Гібралтар) та Марокко |

Суецький канал — рукотворний канал, що з'єднує Середземне й Червоне моря.